# Otto Arpke

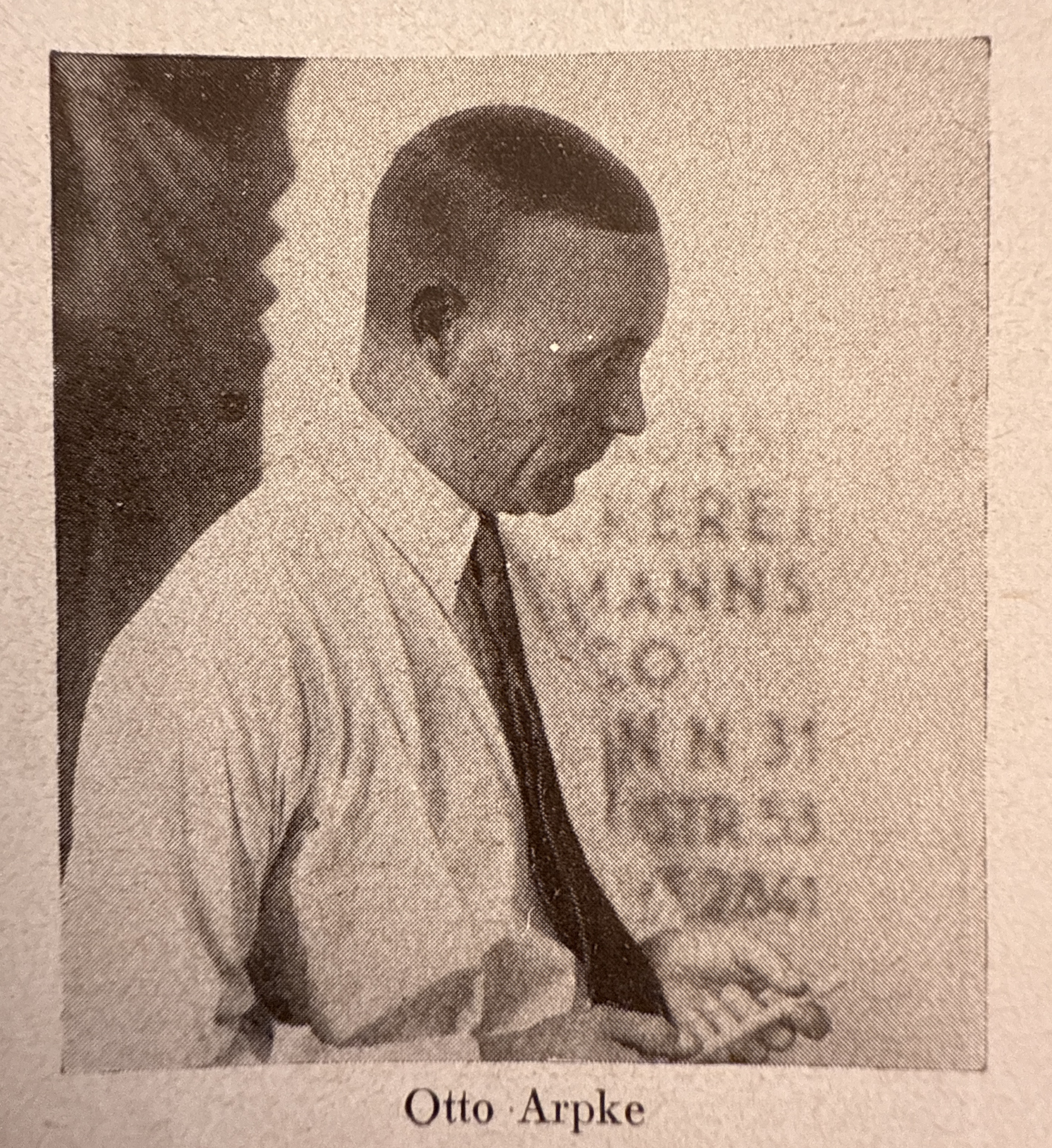
Foto von Otto Arpke - Gebrauchsgraphik international advertising art 1924

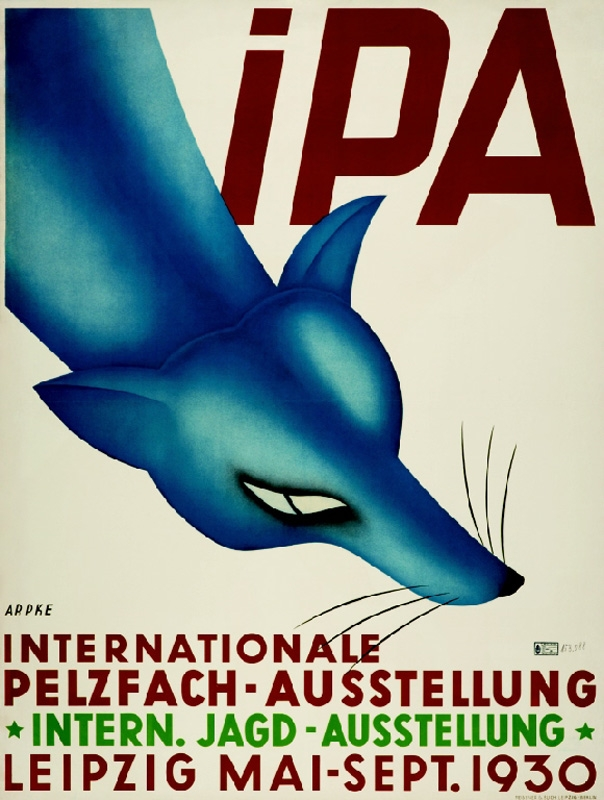
Plakat von Otto Arpke zur IPA – Internationale Pelzfach-Ausstellung, Internationale Jagd-Ausstellung, Leipzig 1930

Otto Arpke (* 16. Oktober 1886 in Braunschweig; † 4. Dezember 1943 in Berlin) war ein deutscher Maler, Illustrator und Gebrauchsgraphiker der Zwischenkriegszeit; zeitweise unterrichtete er an der Kunst- und Gewerbeschule in Mainz. Bekanntheit erlangte er unter anderem durch die Gestaltung von Filmplakaten für den Film Das Cabinet des Dr. Caligari, von Postern für den Norddeutschen Lloyd sowie des Wandschmuckes der Zeppeline LZ 129 „Hindenburg“ und LZ 130 „Graf Zeppelin“ und das Prospekt für die Olympiade in Berlin 1936. Zudem gestaltete er Titelblätter für die Zeitschrift die neue linie.

## Leben

### Jugend, Ausbildung und Kriegsteilnahme
Otto Arpke wurde als Sohn des Knopfmachers und Perlmuttdrechslers Otto Wilhelm Arpke in Braunschweig geboren. Mit seinen fünf Geschwistern wuchs er in Hannover auf und besuchte dort acht Jahre die Bürgerschule. Er bezeichnete sein Elternhaus als handwerklichen Mittelstand, es herrschten eingeschränkte, aber solide Verhältnisse. Ebenfalls in Hannover verbrachte er eine fünfjährige Lehrzeit als Lithograph und besuchte zeitgleich die Kunstgewerbeschule. Aus dieser Zeit stammen einige Federzeichnungen, die der 14- bis 15-jährige Arpke anhand von Naturstudien anfertigen konnte.
Er zog 1905 nach Düsseldorf, um dort Unterricht von August Schlüter zu erhalten, zwei Jahre darauf zog er nach Brüssel und arbeitete dort als Dekorateur. Nebenbei befasste er sich mit der freien Malerei und wurde von vielen belgischen Künstlern inspiriert.
Mit 22 Jahren, 1908, leistete er seine aktive Dienstzeit beim preußischen Infanterieregiment 99 in Zabern. Dort malte er ein Schlachtenbild für das Casino. Von 1911 bis 1912 arbeitete er als Maler und Grafiker bei der Firma Leunis & Chapmann in Hannover.
Arpke ging 1912 nach Berlin. Dort traf er Emil Orlik und ließ sich von dessen japanischer Kunst beeinflussen. Er arbeitete selbstständig als Maler und Grafiker bis zum Ausbruch des Ersten Weltkriegs. Als Leutnant der Infanterie beteiligte er sich an den Feldzügen in Frankreich und Russland. Nach dem Krieg bezeichnete sich Arpke offen als Kriegsgegner. Aus seiner Kriegszeit sind einige Arbeiten und Skizzen erhalten geblieben, viele Bilder entstanden unter dem Einfluss von Paul Scheurich.

### Tätigkeit in Berlin

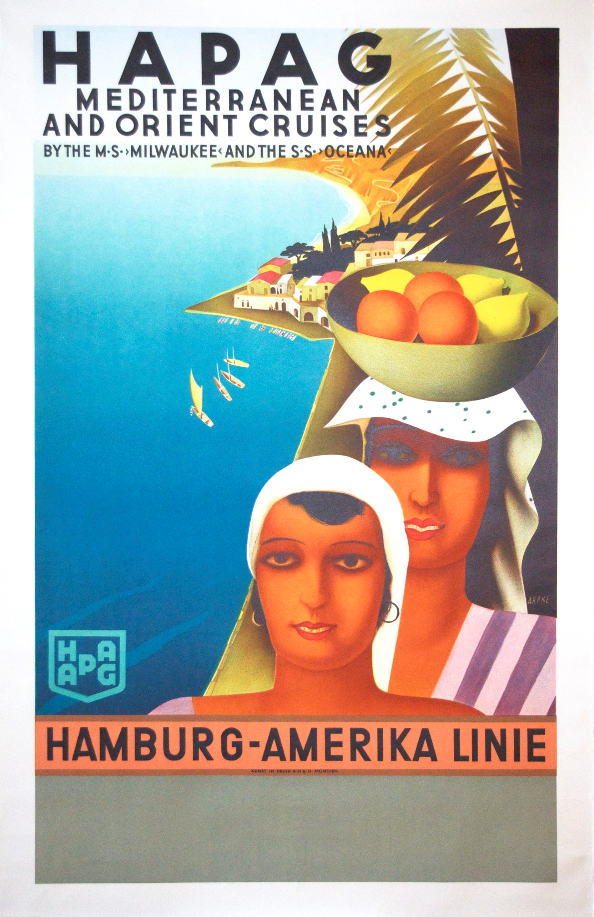
HAPAG-Plakat Mediterranean and Orient Cruises (1931)

Bald nach dem Ersten Weltkrieg ging Arpke zurück nach Berlin und sicherte sich seine Existenz in der Werbebranche. 1919 gründete er zusammen mit Erich Ludwig Stahl die Werbefirma Stahl & Arpke OHG (1919–1923). 6 Jahre später besaß er ein eigenes Atelier mit bis zu zehn Angestellten.
In diesem Jahrzehnt verschrieb sich Otto Arpke immer mehr der Gebrauchsgrafik und übernahm zahlreiche Aufträge aus der Wirtschaft. Er entwarf die Schriftart Arpke Antiqua, welche als Taiko digitalisiert wurde. Unter anderem gestaltete er ein Plakat für den Film Das Cabinet des Dr. Caligari, welches 1920 berühmt geworden ist, sowie weitere Plakate für Messen und Ausstellungen wie zum Beispiel die „IPA Internationale Pelzfach-Ausstellung“ 1930 in Leipzig. Arpkes Werke sind weitgehend von der Neuen Sachlichkeit und dem Art déco geprägt. Seinen Stil setzte er mit seiner bevorzugten Spritztechnik in Tempera mit Hilfe von Schablonen um.
Außerdem engagierte Otto Arpke sich zunehmend in der Lehre, führte aber trotzdem seine Berliner Firma weiter.

### Lehrtätigkeit in Mainz und Berlin 1928 bis 1933
1928 erhielt er eine Professur an der Kunst- und Gewerbeschule in Mainz, wo er die Grafikerklasse und die Grafikwerkstatt leitete. Zu seinen Schülern gehörte Heinz Oestergaard. Arpke bildete gemeinsam mit dem Direktor Koernig und den Kollegen Walter Köppen, Adolf Jungjohann und Ella Margold eine moderne, an neuer Sachlichkeit und Konstruktivismus orientierte Strömung innerhalb des Lehrkörpers, die im Gegensatz zu der eher süddeutsch-konservativ orientierten Kollegenschaft stand. Arpke geriet in den Ruf, Kulturbolschewist zu sein und wurde gemeinsam mit seinen Kollegen Koernig, Köppen, Jungjohann und Margold nach der Machtübernahme der Nationalsozialisten 1933 entlassen.
1930 lehrte er in Berlin in den Studienateliers für freie und angewandte Kunst Lewin Funcke und hatte seit 1932 eine Stelle in der privaten Kunstschule Contempora in den Fächern Mode und Gebrauchsgrafik inne, unter der Leitung von Fritz August Breuhaus.

### Zeit des Nationalsozialismus
Nach der Entlassung in Mainz 1933 kehrte Arpke nach Berlin zurück. Einer Empfehlung seines Freundes George Grosz, Deutschland zu verlassen, folgte er nicht. In Berlin erhielt er eine Professur an der Höheren Grafischen Fachschule Berlin, wo er bis zu seinem Tod 1943 als Leiter der Fachabteilung Gebrauchsgrafik tätig war. Zu seinen Schülern gehörte Bruno Bernitz.
1939 bis 1941 hatte Arpke Kontakt zu einer Berliner Widerstandsgruppe, für die er gemeinsam mit seinem Schüler Hollmann und seiner Schülerin Ursula Bobrowski konspirativ unter Verwendung der Druckmaschinen der Fachschule Flugblätter gegen das NS-Regime druckte und verteilte.  Er und seine Frau Ruth nahmen zeitweise jüdische Freunde in ihren Haushalt auf und verhalfen einer jüdischen Freundin zur Flucht ins Ausland.
Gleichwohl nahm Arpke auch weiterhin Großaufträge staatlicher Institutionen an, wie die Innenausstattung der Zeppeline LZ 129 und LZ 130.
Arpke starb an Herzversagen.

## Werk

### Freie Arbeiten
- Zeichnungen
- Malereien
- Verschiedenes

### Auftragsarbeiten
Ex Libris, Buch und Schrift
- Briefverschlussmarke und Umschlag für Meyers Lexikon
- Umschläge für die Zeitschrift Gebrauchsgraphik
- Schriftart Arpke Antiqua

Film und Theater
- Filmanzeigen für diverse Film wie: Das Cabinet des Dr. Caligari, Christopher Columbus 1492, Marie Antoinette
- Filmprogramme

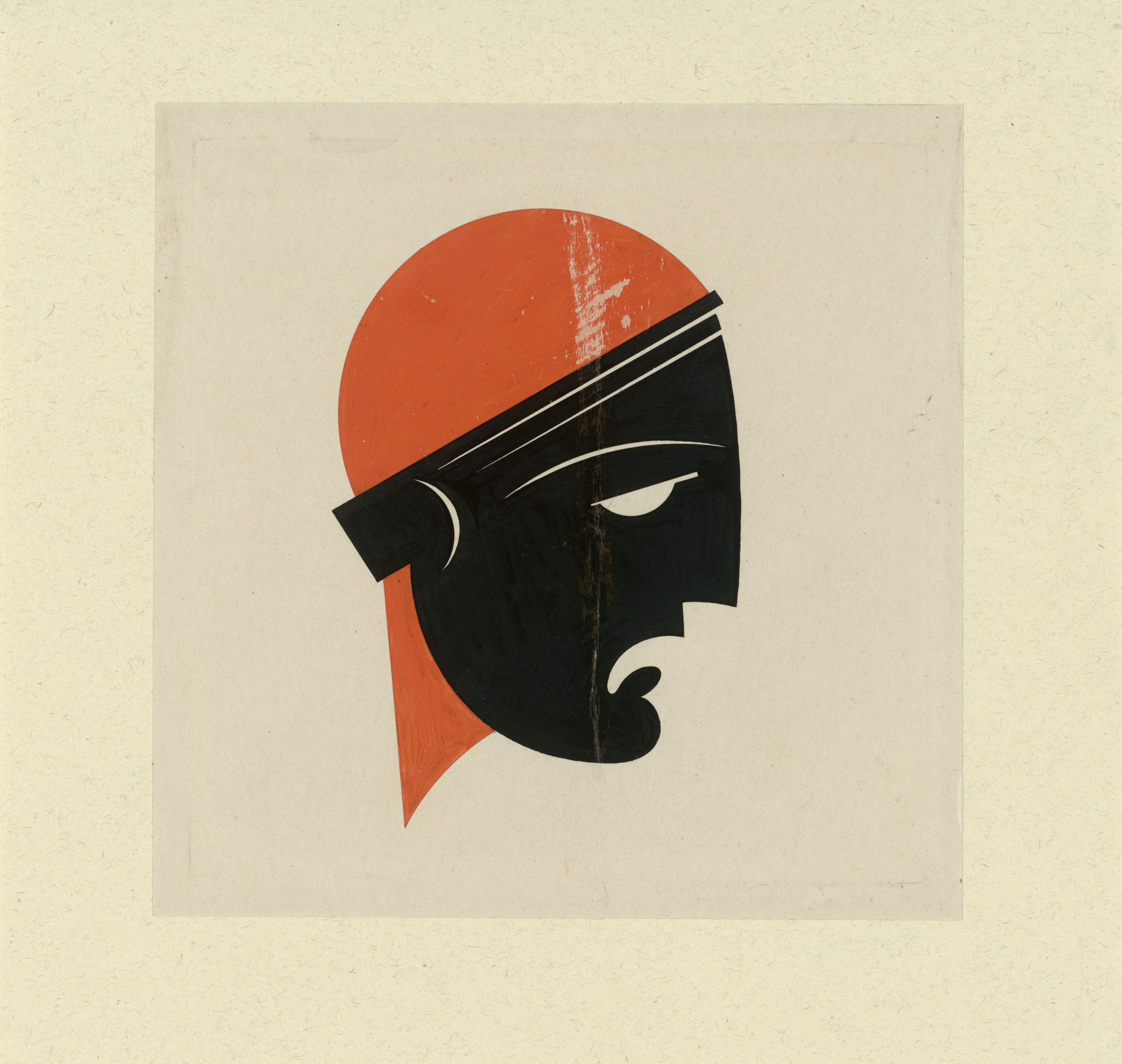
Otto Arpke, Firmenzeichen für Theaterkunst H. J. Kaufmann Co., Entwurf in Deckfarbe auf Papier, frühe 1920er-Jahre, Kunstbibliothek, Staatliche Museen zu Berlin

- Otto Arpke, Firmenzeichen für Theaterkunst H. J. Kaufmann Co., Entwurf in Deckfarbe auf Papier, frühe 1920er-Jahre, Kunstbibliothek, Staatliche Museen zu BerlinBriefpapier, Visitenkarten und Firmenzeichen für Theaterkunst H.J. Kaufmann & Co.

Handel und Industrie
- Umschläge für Weinkarten
- Firmenzeichen für Spirituosen

Mode und Kosmetik
Reklamebälle Berlin
- Plakat und Einladung zum Kostümfest "Im Reiche der Reklame" Berlin 1928

Staats- und Großaufträge
- Reichsbanknoten
- 1926: 10 RM und 20 RM
- Wandausstattung im Luftschiff LZ 129-Hindenburg
- Wandausstattung und Ausstattung der Innenräume des Luftschiffes LZ 130-Graf Zeppelin
- Prospekt Olympiade Berlin 1936

Verkehr
- Werbung für den Norddeutschen Lloyd Bremen
- Firmenzeichen für eine Fluggesellschaft

## Belege
1. ↑  Handelsregister Berlin HRA Nr. 57939
2. ↑  MyFonts: Taiko, abgerufen am 8. Juni 2012
3. ↑  Siglinde Hohenstein: Otto Arpke. Werk und Wirkung. Gutenberg-Museum, Mainz 1981, S. 9.
4. ↑  Christian Dornis: Ursula Bobrowski. 2020, ISBN 978-3-7519-5488-4, S. 29 ff.
5. ↑  Siglinde Hohenstein: Otto Arpke. Gutenberg Museum, Mainz 1981, S. 11.

| Personendaten    | Personendaten                                       |
| ---------------- | --------------------------------------------------- |
| NAME             | Arpke, Otto                                         |
| KURZBESCHREIBUNG | deutscher Maler, Illustrator und Gebrauchsgraphiker |
| GEBURTSDATUM     | 16. Oktober 1886                                    |
| GEBURTSORT       | Braunschweig                                        |
| STERBEDATUM      | 4. Dezember 1943                                    |
| STERBEORT        | Berlin                                              |